# Чемпіонат світу з трекових велоперегонів 1906
Чемпіонат світу з трекових велоперегонів 1906 проходив з 29 липня по 5 серпня 1906 року в Женеві, Швейцарія. Змагання проводилися у двох дисциплінах — спринті та гонці за лідером серед аматорів та професіоналів окремо.

## Медалісти

### Чоловіки
Професіонали
| Дисципліна       | Золото             | Срібло             | Бронза          |
| Спринт           | Торвальд Еллегаард | Габрієль Пулан     | Еміль Фріоль    |
| Гонка за лідером | Луї Даррагон       | Артур Вандерштуйфт | Жуль Швіцґубель |

Аматори
| Дисципліна       | Золото          | Срібло        | Бронза            |
| Спринт           | Франческо Веррі | Еміль Делаж   | Даріо Ронделлі    |
| Гонка за лідером | Моріс Бардонно  | Віктор Тюбакс | Еміль Айґелдінґер |

## Загальний медальний залік
| Місце  | Країна    | Золото | Срібло | Бронза | Загалом |
| ------ | --------- | ------ | ------ | ------ | ------- |
| 1      | Франція   | 2      | 2      | 3      | 7       |
| 2      | Італія    | 1      |        |        | 1       |
| 2      | Данія     | 1      |        |        | 1       |
| 4      | Бельгія   |        | 2      |        | 2       |
| 5      | Швейцарія |        |        | 1      | 1       |
| Всього | Всього    | 4      | 4      | 4      | 12      |